# Da Pump
Da Pump est un boys band japonais créé en 1997, composé au départ de 4 membres. Deux d'entre eux quittent le groupe en 2006 et 2008, et sont remplacés par 7 nouveaux membres en 2008, relançant sous une nouvelle forme la carrière du groupe, en pause depuis 2006.

## Membres
Actuels
- Depuis 1996 :
  - ISSA (Issa Hentona)
- Depuis 2008 :
  - YORI
  - TOMO (Tomohiro Taniguchi)
  - KIMI (Kimitaka Kondō)
  - U-YEAH (Yūya Tanimoto)
  - KENZO (Tomoki Nakamura)

Anciens membres
- 1996-2006 : SHINOBU (Shinobu Miyara)
- 1996-2008 : YUKINARI (Yukinari Tamaki)
- 1996-2009 : KEN (Ken Okumoto)
- 2008-2014 : KAZUMA (Kazuma Yamane)
- 2008-2021 : DAICHI (Daichi Katō)

## Discographie
Albums
- 1998 : EXPRESSION
- 1999 : Higher and Higher!
- 2000 : BEAT BALL
- 2002 : the NEXT EXIT
- 2004 : Shippuu Ranbu -EPISODE II-
- 2005 : LEQUIOS
- 2022 : DA POP COLORS

Singles
- 1997 :
  - Feelin' Good -It's PARADISE-
  - Love Is The Final Liberty
- 1998 :
  - Stay Together
  - Go-kigen da ze-! ~Nothing But Something~
  - Rhapsody in Blue
  - Around The World
- 1999 :
  - Joyful
  - Crazy Beat Goes On!
  - We can't stop the music
- 2000 :
  - I wonder...
  - Com'on! Be My Girl!
  - if...
- 2001 :
  - Purple The Orion
  - CORAZON
  - Steppin' and Shakin'
  - All My Love To You
- 2002 :
  - RAIN OF PAIN
- 2003 :
  - Night Walk
  - Circle of Life
- 2004 :
  - GET ON THE DANCE FLOOR
  - Mune kogasu...
- 2005 :
  - Like This
  - Bright! our Future (Ending du film Kamen Rider THE FIRST)
- 2006 :
  - ALRIGHT!
  - Christmas Night
- 2009 :
  - SUMMER RIDER
- 2010 :
  - if... arekarabokura
- 2011 :
  - Can't get your love/ if... arekarabokura
- 2014 :
  - New Position
- 2018 :
  - U.S.A.
- 2019 :
  - Sakura
  - P.A.R.T.Y. ~Universe Festival~ (Ending de Kamen Rider Zi-O, Le Film : Over Quartzer)
  - This is DA world
  - Bake Bake Night! NHK minna no uta Version
  - Magical Babyrinth
  - Funky Girl
- 2020 :
  - Heart on Fire
  - Fantasista
- 2021 :
  - Dream on the street
  - Oh! My Precious!
  - No! No! Satisfaction!
  - Tsumugi
- 2023 :
  - Sunrise Moon ~Uchū ni Ikou~

Compilations
- 2001
  - Da Best of Da Pump
  - Da Best Remix of Da Pump
- 2003 :
  - Da Best of DA PUMP JAPAN TOUR 2003 REBORN
- 2006 :
  - Da Best of Da Pump 2 plus 4
- 2018 :
  - THANX!!!!!!! Neo Best of DA PUMP
- 2021 :
  - m.c.A·T DA PUMP MIX